# Chasse à la tortue

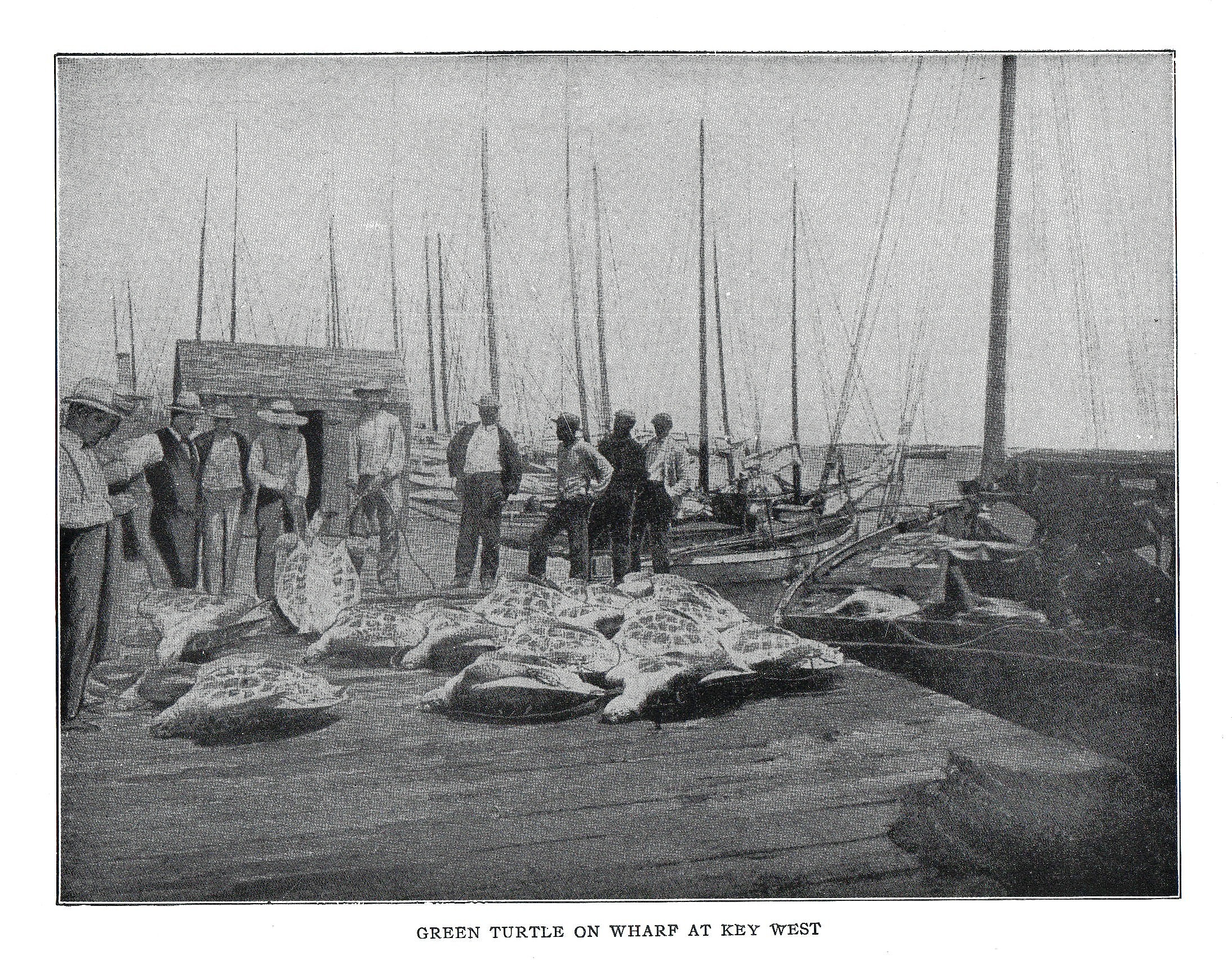
Prises de tortues vertes sur le quai de Key West

La chasse à la tortue est un type de chasse qui fait partie de la culture humaine depuis 5000 av. J.-C., lorsque des tortues marines telles que la Tortue imbriquée  (Eretmochelys imbricata) passaient pour des mets délicats dans des  pays comme la Chine. La chasse et la consommation de tortues sont moins courantes qu'elles ne l'étaient à l'époque de nos ancêtres, mais cette pratique subsiste dans tout le monde, qu'elle soit légale ou illégale.

## Histoire
L'être humain interagit avec la tortue depuis des milliers d'années. Les tortues et leurs œufs servent d'aliments, de médicaments et d'éléments décoratifs depuis des siècles. La soupe à la tortue a été un aliment de base dans de nombreuses cultures tropicales. La récolte d'œufs de tortue est une autre activité sur laquelle de nombreuses cultures tropicales ont compté pour satisfaire leur besoin de protéines. L'utilisation d'œufs de tortue marine comme aphrodisiaque par plusieurs cultures asiatiques a entraîné une rémunération élevée du pillage des nids de tortue sur les plages. Même aujourd'hui, la Tortue imbriquée est appréciée pour sa carapace, qui sert à faire des lunettes, des bijoux et d'autres ornements, tandis que la peau de tortue dans son ensemble sert à fabriquer des chaussures, des ceintures et des sacs à main.
Dans les sociétés mélanésiennes, il était fréquent, pendant la période de cérémonies funéraires appelée bood, que les gens de l'endroit partagent un banquet de chair de tortue et d'autres mets délicats. Le défunt était scellé dans un tombeau, et plusieurs années après, par tradition, on rouvrait le tombeau et s'offrait une fois de plus de la chair de tortue. Comme cette chair était relativement rare, la chasse à la tortue pendant cette période était considérée comme une marque de générosité publique. Bien que cette chasse ne soit plus aussi courante dans cette culture qu'il y a quelques décennies, les habitants de l'île Murray, en Australie, continuent de chasser la Tortue verte (Chelonia mydas) pendant sa période de reproduction. Les tortues sont chassées en groupes de trois à six chasseurs, dont le chef, qui a quelque dix ans de plus que les autres membres du groupe, utilise un harpon pour tuer la tortue de 100 à 150 kg. 
Les habitants des basses terres de l'est de la Bolivie considèrent la Tortue de l'Amazone à taches jaunes (Podocnemis unifillis) et la Tortue tartaruga (Podocnemis expansa) comme une nourriture très intéressante. Ces habitants, qui vivent près du parc national Noel Kempff Mercado, se sont dits préoccupés par la baisse des populations de tortues.
Les recherches écologiques montrent que les populations de tortues diminuent à proximité des établissements humains. Cela s'explique directement par la chasse à la tortue et indirectement par le principe de l'écologie de la peur : la prédation. Les produits des tortues marines contribuent aux problèmes de population observés parmi les tortues aquatiques. La plupart des pays interdisent maintenant cette chasse et protègent leurs tortues marines, mais il reste des braconniers.

## Espèces menacées
Il y a plusieurs espèces de tortues menacées, mais la Caouanne (Caretta caretta), qui fut inscrite sur la Liste rouge de l'UICN en 1996 parce qu'elle était en danger, et la Tortue luth (Dermochelys coriacea), espèce vulnérable parce qu'elle a vu sa population diminuer, sont encore toutes deux chassées ou tuées par l'activité humaine.

## Captures accessoires des pêcheurs
La prise accessoire de tortues par les pêcheurs est reconnue pour représenter une grave menace pour les populations de tortues. On s'est rendu compte que les filets de pêche étaient le matériel de pêche le plus dévastateur pour les tortues, qu'elles soient prises intentionnellement ou non.

### Afrique
En 2009, des écologistes estimaient que, dans le Sud de l'Afrique, on avait pris en moyenne 190 tortues par an à l'aide des seules palangres de 1998 à 2005. Le taux de capture à l'hameçon standard avait été d'environ 16 tortues sur 100 000 prises. Le seizième des tortues capturées avait été des luths, espèce dont la population baissait. Les écologistes estimaient que ce taux passerait à 770 tortues par an si le nombre de détenteurs de droits de pêche à la palangre passait à 50 comme prévu, ce qui menacerait les espèces de tortues en danger.

## Braconnage au Mexique
Dans le sud de la péninsule de Basse-Californie, au Mexique, les tortues marines servent de produits médicinaux, d'aliment et d'objets décoratifs depuis le XVe siècle. Bien que la chasse à la tortue soit strictement interdite au Mexique, de 2001 à 2011, quelque 35 000 tortues par an furent victimes de braconniers le long de la péninsule de Basse-Californie et de la côte du Sonora. On estime que 65 % des tortues capturées sont des tortues vertes et que 10 % sont des caouannes. La majorité des braconniers sont des pêcheurs de l'endroit, qui gagnent environ 80 $US par semaine. Les tortues sont vendues à l'échelle locale ou atteignent le marché noir international, où elles font réaliser un profit de 58 $US l'unité.

### Punition
La peine maximale imposée au Mexique pour le braconnage de tortues est une peine de prison de neuf ans et une amende de 11 000 $US, lorsque le braconnier n'a pu échapper aux patrouilles en fuyant ou en leur graissant la patte.

## Réglementation de cette chasse en Amérique du Nord

### Mexique
Depuis 1990, le Mexique interdit toute chasse à la tortue marine.

### Canada
Les gouvernements canadien et américain réglementent la consommation, la chasse et la destruction de tortues et de leurs œufs.
Au Canada, la seule espèce de tortue que l'on peut chasser est la Chélydre serpentine, qui fut considérée en 2007 comme une espèce préoccupante aux termes de la Loi sur les espèces en péril. La chasse à la tortue est toutefois illégale dans les parcs provinciaux du Canada. Pour chasser la Chélydre serpentine en Ontario, il faut détenir un permis de pêche sportive ou écologique valide. La chasse à la tortue à des fins commerciales y est interdite. La capture doit s'y faire à la main ou au moyen d'une boîte-piège ou d'un piège à goulet. Il est interdit à quiconque de capturer plus de deux tortues par jour et d'en avoir plus de cinq en sa possession.

### États-Unis
L'État de New York réglemente la chasse de deux espèces de tortues seulement : la Tortue serpentine et Malaclemys terrapin. 
La chasse à la Tortue serpentine n'est ouverte que du 15 juillet au 30 septembre et nécessite un permis de chasse au petit gibier. Il faut que la carapace de la tortue mesure au moins 12 pouces de long en ligne droite. La chasse doit se faire à l'arc ou à l'arme à feu, et la limite de prises est de 5 tortues par jour, jusqu'à concurrence de 30 tortues par an.
Quant à la chasse à Malaclemys terrapin, elle est ouverte seulement au mois d'août et sur un territoire déterminé. Le chasseur doit détenir un permis de chasse propre à cette espèce. La tortue doit avoir une carapace de quatre à sept pouces de long et être libérée dans le cas contraire. Elle doit se chasser à l'épuisette, à la seine, à la main ou à la trappe, qu'il faut contrôler une fois par jour.

## Techniques de chasse en Micronésie
Sur les îles de Gaferut et Pikelot (dans l'État de Yap) des États fédérés de Micronésie, la chasse des tortues se fait en avril et mai. Les femelles sont préférées, car elles viennent sur la plage la nuit y pondre leurs œufs. Elles sont donc plus grosses et plus faciles à chasser puisqu'il suffit de les retourner sur le dos pour les immobiliser. Les tortues attrapées à terre sont liées et hissées sur les bateaux ou, si elles en sont loin, une corde est attachée à une nageoire et elles sont traînées dans leur direction,. Le jour, alors que les tortues nagent près de l'île, les chasseurs utilisent des crochets reliés par une corde à un espar ou directement au bateau. Ces crochets, disposés ensuite au bout d'une longue tige de bambou, sont plantés par surprise dans le cou d'une tortue par deux nageurs silencieux, les pêcheurs retiennent la tortue qui s'épuise en tentant de s'enfuir. Lorsque cet attirail n'est pas disponible, un pêcheur se dirige vers l'animal et l'attrape par-dessous en lui faisant une prise de type full nelson qui, en tirant la tête vers l'arrière, réduit les risques de morsure. D'autres hommes sautent alors dans l'eau avec des cordes pour entraver les nageoires et remonter la tortue sur le bateau. Durant les nuits de pleine lune, il est aussi possible d'attacher une tortue femelle préalablement capturée à un arbre par l'intermédiaire d'une corde suffisamment longue pour qu'elle puisse nager en eau peu profonde. Les hommes montent alors dans les arbres près de l'eau et attendent que des mâles soient attirés. Cette méthode, connue sous le nom d'efitefit, fonctionne particulièrement bien sur l'île de Pikelot du fait de l'absence de lagon. Une fois capturées, les tortues sont mises à l'abri du soleil pour rester fraîches jusqu'à leur consommation, parfois plus d'une semaine après. Les bateaux rentrent de Pikelot chargés de trois à six tortues, pour la plupart des femelles, et les hommes sont accueillis comme des héros. À Polowat, la viande de tortue est partagée entre tous les habitants de l'île et les visiteurs présents par le principal chef traditionnel.